# Marcanda
Le Marcanda est une cérémonie entre coépouses se déroulant à l'occasion d'un mariage, chez les Zarma au Niger. 

## Présentation
Les Zarma constituent une société polygame et patrilocale. Le Marcanda désigne une cérémonie qui se déroule entre plusieurs coépouses à l'occasion d'un nouveau mariage : la dernière femme épousée, qui perd ce statut à cette occasion, convie chez elle ses proches. La cérémonie est organisée avec l'argent du mari. La nuit qui suit la bénédiction du mariage est l'occasion d'une joute verbale entre coépouse à laquelle l'hôtesse ne participe pas. Chants, proverbes et insultes rituelles sont échangés entre les grandes épouses (plus anciennement épousées) et les petites épouses (plus récemment épousées). La cérémonie se termine à l'arrivée de la nouvelle épouse, puis de l'époux. D'après Sandra Bornand, ethnolinguiste,  
...le marcanda permet d'exprimer des sentiments liés à la polygamie de manière socialement acceptable... 
Ces insultes cérémonielles, d'après cette auteure: rompent avec la "bienséance conversationnelle 
zarma et la situation est théâtralisée : des coépouses peuvent d'insulter, mais sans se nommer. La joute oratoire est ludique et Bornand parle d'une fonction "exutoire". Sandra Bornand analyse dans un article la fin d'une cérémonie qui se constitue de chants grivois. La cérémonie est qualifiée d'espace transgressif. 